# Protoanisolarva juarezi
Protoanisolarva juarezi Peñalver, Nel et Pérez-de la Fuente, 2022 és una espècie de mosquit fòssil del Triàsic Mitjà de Mallorca (Illes Balears, Mediterrània occidental). L'holotip, l'únic exemplar conegut, és una petita larva amb forma de cuc de 4,8 mm de llarg i 0,6 mm de gruixa màxima. La seva conservació excepcionalment bona ha permès de classificar-la dins els anisopodoïdeus, un grup de mosquits veritables (nematòcers) coneguts popularment com mosquits de la fusta. En el moment de la seva publicació, es tractava del representant de l'ordre megadivers dels dípters més antic conegut al món, fins devers 2 milions d'anys més antic que els dípters fòssils que s'han trobat al Grès à Voltzia de centre-Europa.

## Paleoecologia i edat
Les larves de Protoanisolarva juarezi eren uns animals completament terrestres, tot i que molt possiblement vivien en indrets humits propers a masses d'aigua, ja que l'holotip s'ha trobat en un dipòsit d'origen lacunar. Tenien un sistema respiratori amfipnèustic, amb espiracles anteriors i posteriors. Com els seus parents actuals, probablement s'alimentaven dels fongs que creixien en la fusta humida en descomposició. Això concorda amb la descripció del paleoecosistema on s'ha trobat, consistent en basses temporals a voreres de rius envoltades d'una rica comunitat paleobotànica, reconeguda tant a partir d'espores, pol·len i restes macrobotàniques. Es desconeix la morfologia i paleoecologia de les pupes i els adults d'aquesta espècie.
L'holotip de Protoanisolarva juarezi s'ha datat dins l'Egeà, a la base del Triàsic Mitjà. S'ha trobat dins roques de la part alta de la Formació Estellencs, de la qual s'hi havien descrit espores i pol·len fòssils amb aquesta datació. Addicionalment, la troballa del "concostraci" Hornestheria aff. Hornestheria sollingensis en els mateixos nivells reforça aquesta atribució, ja que és una espècie característica de la transició Oleniokià-Anisià. Finalment, la presència de l'icnospècie Prorotodactylus mesaxonichnus en nivells lleugerament infrajacents de la mateixa unitat litostratigràfica també apunta a una edat propera al límit entre el Triàsic Inferior i Mitjà, que és l'edat que té aquesta icnospècie en les altres localitats on s'ha trobat, al Pirineu català.